# كتاب الألعاب

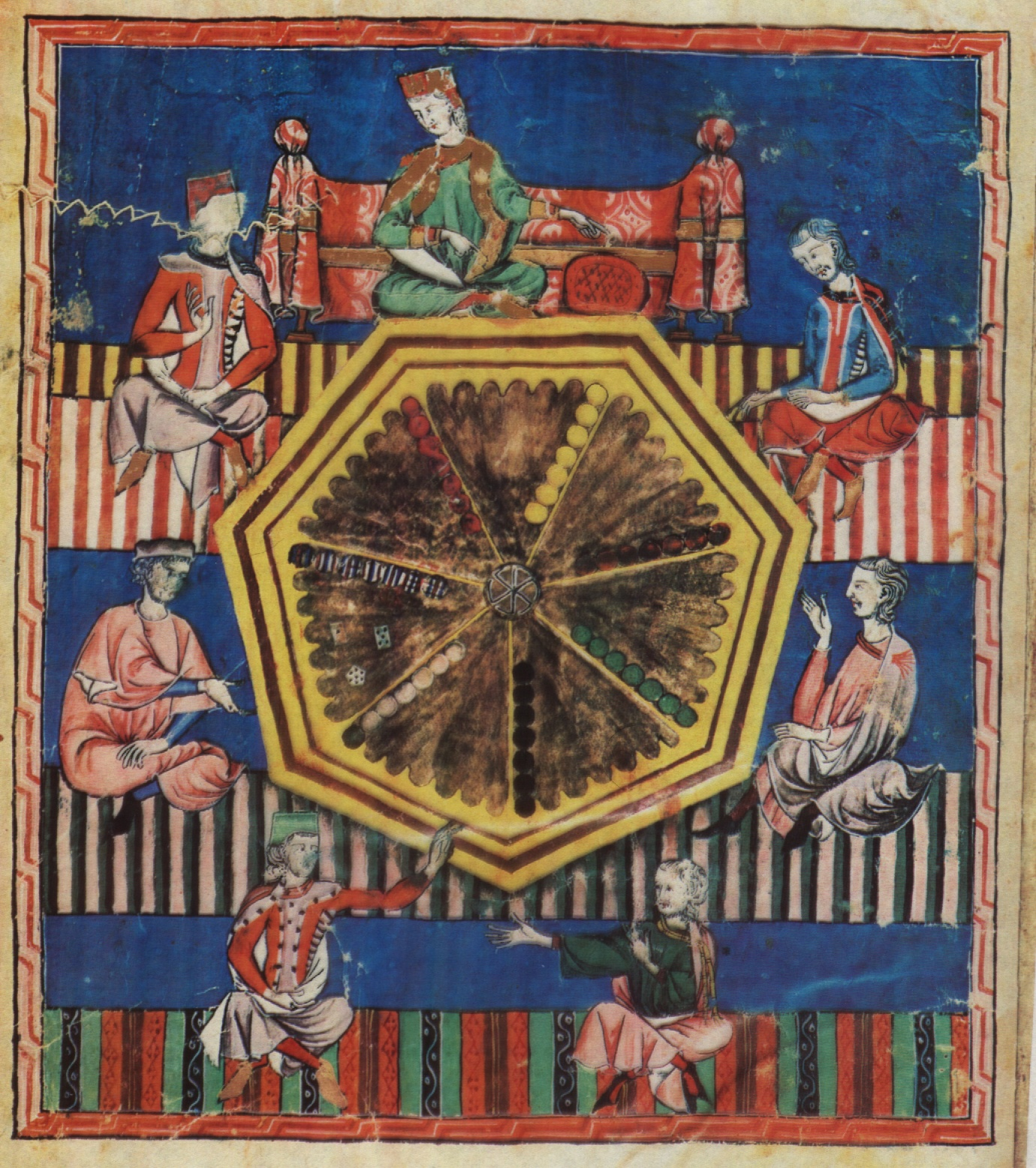
لعبة الجداول الفلكية في كتاب الألعاب.

كتاب الألعاب (بالإسبانية: Libro de los Juegos)‏ هو كتاب تم تأليفه بتكليف من الملك ألفونسو العاشر ملك قشتالة وجليقية وليون، في طليطلة عام 1283، وهو نموذج مثالي للتراث الأدبي في العصور الوسطى.
يتكون الكتاب من 97 مخطوطة راقية، معظمها موضحة بالألوان، وتحتوي على 150 منمنمة. ويعد الكتاب تأريخًا لثلاثة ألعاب : لعبة مهارة وهي الشطرنج، ولعبة حظ وهي النرد، ولعبة تجمع بين الحظ والمهارة وهي الباكجامون. يحتوي الكتاب على أقدم وصف معروف لهذه الألعاب، كما يحتوي على ألعاب كثيرة قادمة من الممالك العربية. هذه الألعاب موصوفة في الجزء الأخير من الكتاب.
ترجع أهمية الكتاب كوثيقة تؤرخ لتاريخ ألعاب الألواح. النسخة الوحيدة المعروفة من الكتاب محفوظة في مكتبة دير سان لورنزو ديل إسكوريال قرب مدريد في إسبانيا. الكتاب مغلف في غلاف من جلد الغنم طوله 40 سم وعرضه 28 سم

## وصلات خارجية
- Alphonso X Book of Games at RenGeekCentral
- Elliot Avedon Museum & Archive of Games
- Focus on Chess variants from Alfonso's codex